# ويلة (إيوان)
ويلة (بالفارسية: ویله) هي قرية تقع في قسم زرنة الريفي (مقاطعة إيوان) في إيران. يقدر عدد سكانها بـ 144 نسمة بحسب إحصاء 2016.